# 1re étape du Tour d'Espagne 1999

La 1re étape du Tour d'Espagne 1999 s'est déroulée le 5 septembre entre Murcie et Benidorm.

## Récit
Le Sud-Africain Robert Hunter s'impose au sprint. Le Français Jacky Durand, qui a passé toute la journée en échappée avec l'Espagnol César García Calvo, s'empare du maillot de oro de leader grâce aux bonifications récoltées lors des trois sprints intermédiaires. Ces deux fuyards ont été repris à moins de 30 kilomètres de l'arrivée.

## Classement de l'étape
|   | Coureur            | Pays           | Équipe          |    | Temps           |
| - | ------------------ | -------------- | --------------- | -- | --------------- |
| 1 | Robert Hunter      | Afrique du Sud | Lampre-Daikin   | en | 4 h 45 min 09 s |
| 2 | Sergueï Outschakov | Ukraine        | TVM-Farm Frites |    | m.t.            |
| 3 | Robbie McEwen      | Australie      | Rabobank        |    | m.t.            |

## Classement général
|   | Coureur                   | Pays    | Équipe             |    | Temps           |
| - | ------------------------- | ------- | ------------------ | -- | --------------- |
| 1 | Jacky Durand              | France  | Lotto-Mobistar     | en | 4 h 45 min 09 s |
| 2 | Igor González de Galdeano | Espagne | Vitalicio Seguros  | +  | 2 s             |
| 3 | Abraham Olano             | Espagne | Once-Deutsche Bank |    | 3 s             |